# يوسوكي هانيا
يوسوكي هانيا (باليابانية: 半谷 陽介) (30 يناير 1999 في طوكيو في اليابان – )؛ هو لاعب كرة قدم ياباني سابق كان يلعب كمهاجم.

## وصلات خارجية
- يوسوكي هانيا على موقع رابطة كرة القدم اليابانية للمحترفين (اليابانية)
- يوسوكي هانيا على موقع الدوري الأمريكي (الإنجليزية)
- يوسوكي هانيا على موقع قاعدة بيانات كرة القدم.إي يو (الإنجليزية)
- يوسوكي هانيا على موقع Soccerway.com (الإنجليزية)
- يوسوكي هانيا على موقع عالم كرة القدم.نت (الإنجليزية)
- يوسوكي هانيا على موقع كووورة